# Раскольников, Фёдор Фёдорович
Фёдор Фёдорович Раско́льников (настоящая фамилия — Ильи́н) (28 января [9 февраля] 1892, Санкт-Петербург — 12 сентября 1939, Ницца, Франция) — советский военный и государственный деятель, дипломат, писатель, редактор и цензор. Невозвращенец.

## Биография

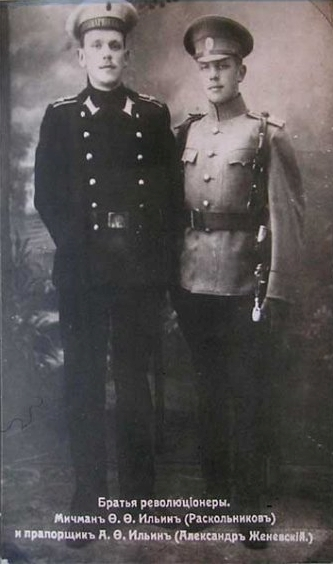
Фёдор Раскольников с братом Александром

### Участие в революционном движении
Внебрачный сын протодиакона Сергиевского собора Фёдора Александровича Петрова и дочери генерал-майора артиллерии Антонины Васильевны Ильиной. Потомок известного морского офицера Ильина. Брат А. Ф. Ильина-Женевского. С 1900 года воспитывался в приюте принца Ольденбургского.
В 1909 году поступил в Санкт-Петербургский политехнический институт, а в декабре 1910 года вступил в партию большевиков, ссылаясь на совместную работу с В. М. Молотовым в «большевистской фракции Политехнического института».
В 1912—1914 годах — литературный сотрудник газет «Звезда» и «Правда». После начала Первой мировой войны стал слушателем отдельных гардемаринских классов (чтобы избежать призыва, поскольку участие в мировой войне противоречило его убеждениям), которые закончил в феврале 1917 года.
После Февральской революции стал заместителем председателя Кронштадтского совета. После июльского кризиса был арестован, посажен в «Кресты», освобождён оттуда 13 октября 1917 года.

### В годы Гражданской войны
В ходе Октябрьской революции принимал участие в подавлении Похода Краснова—Керенского на Петроград, участвовал в боях в Москве.
Был избран в Учредительное собрание, на заседании которого в ночь на 6 (19) января 1918 года огласил декларацию об уходе большевистской фракции.
Назначен комиссаром Морского генерального штаба, весной 1918 года стал заместителем наркомвоенмора Троцкого по морским делам. Выполнял поручение Совнаркома по затоплению Черноморского флота в июне 1918 года. С июля 1918 года член Реввоенсовета Восточного фронта, 23 августа 1918 года был назначен командующим Волжской военной флотилией. Участвовал во взятии Казани 10 сентября 1918 года и последующем походе флотилии по Каме. В частности, под его руководством в селе Гольяны были спасены 432 заключённых «баржи смерти», которую при отступлении белые планировали затопить (смотри Ижевско-Воткинское восстание).
Осенью 1918 года стал членом Реввоенсовета Республики.
26 декабря 1918 года был взят в плен британскими моряками во время похода советских миноносцев «Автроил» и «Спартак» на Таллин — поход закончился пленением обоих кораблей со всем экипажем. Раскольников переоделся в матросскую форму и спрятался в мешках с картошкой в складе провизии на «Спартаке», но был найден при обыске. У него оказались документы на имя эстонца, но оказалось, что ни слова на эстонском языке он не знал и был арестован; вскоре его опознал один бывший офицер, знавший его по Петрограду. Содержался в Брикстонской тюрьме Лондона. 27 мая 1919 года в пос. Белоострове под Петроградом был обменян на группу арестованных граждан Британии (19 пленных английских офицеров).
Освободившись из плена, 10 июня 1919 года был назначен командующим Астрахано-Каспийской военной флотилией, а 31 июля 1919 года — Волжско-Каспийской военной флотилией; участвовал в обороне Царицына (1919) и высадке десанта в иранском порту Энзели (1920) с целью возвращения оттуда угнанных белогвардейцами кораблей Каспийского флота. В мае-июне 1920 года находился в Энзели и пытался образовать там просоветскую Гилянскую республику в Иране с опорой на свой экспедиционный корпус.
С июня 1920 года по конец января 1921 года — командующий Балтийским флотом.
Награждён двумя орденами Красного Знамени.

### Дипломатическая деятельность
В 1921—1923 годах — полномочный представитель (полпред) РСФСР (с 1922 года — полпред СССР) в Афганистане. В 1930—1933 годах — полпред СССР в Эстонии. В 1933—1934 годах — полпред в Дании. С сентября 1934 по апрель 1938 года — полпред СССР в Болгарии.

### Редакторская и литературная деятельность
В Кабуле Раскольников, по собственным словам, имел много свободного времени, чтобы писать. Его статьи регулярно публиковались в журналах «Пролетарская революция» и «Красная новь». Тогда же он написал свою самую известную книгу «Кронштадт и Питер в 1917 году».
После возвращения в Москву редакторская и цензорская деятельность на шесть лет стала основной для Раскольникова. С 1924 по 1926 год он редактор журнала «Молодая гвардия» и издательства «Московский рабочий», с 1929 по 1930 год — главный редактор журнала «Красная новь». С 1928 по 1930 год — руководитель Главреперткома, в задачу которого входила цензура репертуара театров, кино, цирка и эстрады. В этой должности Раскольников стал самым высокопоставленным гонителем Михаила Булгакова. Он исключил из репертуара студии им. Вахтангова пьесу «Зойкина квартира», а из репертуара МХАТа — принятую к постановке пьесу «Бег», объявив также, что спектакль «Дни Турбиных» сохраняется в репертуаре лишь до осуществления «первой новой пьесы». 15 ноября 1928 года «Комсомольская правда» опубликовала призыв Раскольникова «шире развернуть кампанию против „Бега“!».
С сентября 1929 года до возвращения на дипломатическую работу в марте 1930 года — председатель Совета по делам искусства и литературы Наркомпроса РСФСР.
В этой должности он написал пьесу «Робеспьер», публично раскритикованную Булгаковым.
Был членом Всероссийской ассоциации пролетарских писателей (ВАПП), с образованием Союза писателей СССР в 1934 стал его членом.

### Невозвращенец. Открытое письмо Сталину
В апреле 1938 года по вызову из наркомата иностранных дел СССР, предвидя возможный арест, с женой и ребёнком выехал поездом из Софии. Во время пересадки в Берлине, приобретя на вокзале газету, узнал о своём смещении с должности полпреда. Отказался от возвращения в СССР. Жил в Париже, откуда писал письма Сталину и М. М. Литвинову, прося оставить ему советское гражданство и объясняя «временную задержку» за границей разными формальными причинами.
26 июля 1938 года опубликовал в парижской русской эмигрантской газете «Последние новости» протестное письмо «Как меня сделали „врагом народа“».
17 июля 1939 года Верховный суд СССР задним числом объявил Ф. Ф. Раскольникова вне закона, что согласно постановлению ЦИК СССР от 21 ноября 1929 года «Об объявлении вне закона должностных лиц — граждан СССР за границей, перебежавших в лагерь врагов рабочего класса и крестьянства и отказывающихся вернуться в СССР», влекло расстрел осуждённого через 24 часа после удостоверения его личности.
17 августа 1939 года Раскольников закончил работу над знаменитым «Открытым письмом Сталину», в котором обличал репрессивную сталинскую политику в отношении конкретных лиц прежнего руководства большевистской партии и рядовых советских граждан. Опубликовано оно было уже после смерти Раскольникова, 1 октября 1939 года, в эмигрантском издании «Новая Россия» (№ 7, 1939).

### Смерть и тайна гибели
24 августа 1939 года, находясь в Ницце, узнав из публикаций во французской прессе о заключении накануне в Москве Советско-германского Договора о ненападении («Пакт Молотова — Риббентропа»), Раскольников испытал сильнейший эмоциональный шок, поскольку произошло событие, которое по своему содержанию не вмещалось в его сознание. Он впал в реактивный психоз, вследствие чего жена была вынуждена обратиться за медицинской помощью. Раскольников был госпитализирован в местную психиатрическую клинику, где 12 сентября 1939 года погиб при не до конца выясненных обстоятельствах. Согласно наиболее распространённой версии — Нины Берберовой, изложенной в её книге «Железная женщина», Раскольников покончил с собой, в состоянии безумия выбросившись из окна пятого этажа, и разбился насмерть. Берберова при этом не присутствовала, никаких документальных свидетельств данного происшествия в её мемуарах не приводится. Вдова Раскольникова Муза Раскольникова-Канивез утверждала, что её муж умер хотя и в психиатрической клинике, но не в результате самоубийства, а вследствие острой пневмонии, простудившись во время нахождения там в течение двух недель.
Существует версия гибели Раскольникова от рук агентуры НКВД (её апологетом является публицист Рой Медведев).
В 1963 году Раскольников был реабилитирован, о нём стали появляться публикации в СССР, но без упоминания бегства за границу и письма Сталину, которое стало активно обсуждаться только в Перестройку в конце 1980-х годов.

## Семья
Первой женой Раскольникова была Лариса Рейснер (1895—1926), находившаяся рядом с ним в качестве комиссара на Волге и Каспии.
Второй женой Ф. Раскольникова была Муза Васильевна Раскольникова-Канивез (девичья фамилия Ржечицкая).
Дети — сын Фёдор (1937—1939) и дочь Муза (1940—1986), историк.
Его брат Александр Ильин-Женевский (1894—1941) (вторая часть фамилии — по месту дореволюционной эмиграции) тоже был известным революционером, партийным и государственным деятелем, а также получил известность как шахматист.

## Память
В честь Раскольникова названы улицы в Астрахани, Набережных Челнах и Сарапуле.
После подавления Ижевско-Воткинского восстания село Гольяны было переименовано в Раскольниково, но в 1938 году селу было возвращено историческое название. Сейчас имя Раскольникова носит одна из улиц этого села. Также именем Раскольникова названа одна из центральных улиц города Сарапул (Удмуртская Республика).

## В культуре и искусстве
- В 2017 году в телесериале «Троцкий» роль Фёдора Раскольникова сыграл Кирилл Зайцев.
- Фёдор Раскольников — один из второстепенных героев романа Алексея Иванова «Бронепароходы».

## Сочинения
- Раскольников Ф. Ф. Кронштадт и Питер в 1917 году. — М.; Л.: Гос. изд-во, 1925.
  - . — 2-е изд. — М.: Политиздат, 1990.
- Раскольников Ф. Ф. Из моих воспоминаний: На октябрьских фронтах. — М.: Рабочая Москва, 1926. — 42 с.
- Раскольников Ф. Ф. Робеспьер : Социальная трагедия в 4 д. и 6 карт // Красная новь. — 1930. — № 1.
  - Робеспьер. — Л.; М.: ГИХЛ, 1931. Архивировано 19 января 2010 года.
- Раскольников Ф. Ф. Кронштадтцы : Из воспоминаний (1917). — М.: Молодая гвардия, 1931.
  - . — 2-е изд. — М., 1932.
- Раскольников Ф. Ф. Рассказы мичмана Ильина. — М.: Советская литература, 1934. — 172 с. — 10 000 экз.
- Раскольников Ф. Ф. Рассказы комфлота. — М.: Издание Жургазобъединения, 1934.
- Раскольников Ф. Ф. На боевых постах. — М.: Воениздат, 1964.